# HAL 21
Pour l’article homonyme, voir HAL 21 (système d'arcade).
HAL 21 est un jeu d'arcade de type shoot 'em up créé par SNK et sorti sur borne d'arcade (sur le système HAL 21) en 1985,,.